# 德雷费阿克
德雷费阿克（法語：Drefféac，法語發音：[dʁefeak] ⓘ）是法国大西洋卢瓦尔省的一个市镇，位于该省西北部，属于圣纳泽尔区。

## 地理
德雷费阿克（47°28'35"N, 2°3'24"W）面积14.16 平方千米，位于法国卢瓦尔河地区大区大西洋卢瓦尔省，该省份为法国西北部沿海省份，位于布列塔尼半岛东南部，北起伊勒-维莱讷省，西北接莫尔比昂省，西临大西洋，南至旺代省，东临曼恩-卢瓦尔省。
与德雷费阿克接壤的市镇（或旧市镇、城区）包括：蓬沙托、布里韦河畔圣安娜、圣日尔达德布瓦。
德雷费阿克的时区为UTC+01:00、UTC+02:00（夏令时）。

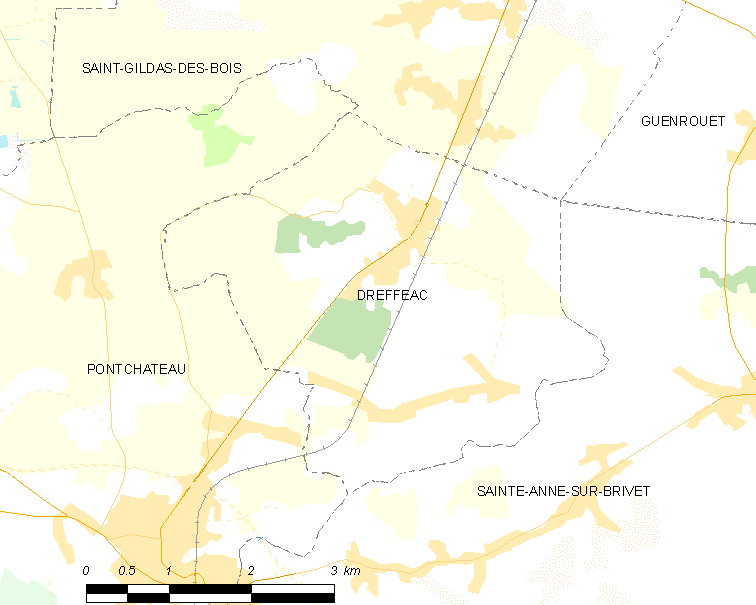
德雷费阿克的OSM定位图

## 行政
德雷费阿克的邮政编码为44530，INSEE市镇编码为44053。

## 政治
德雷费阿克所属的省级选区为蓬沙托县。

## 交通
大西洋卢瓦尔省省道D773线经过境内。德雷费阿克站每天开行前往南特的列车。

## 人口

1962-2008年间德雷费阿克人口变化图示

德雷费阿克于2022年1月1日时的人口数量为2288人。